# Kagiso Kilego
Kagiso Kilego (26 september 1983) is een Botswaans atleet, die is gespecialiseerd in de 400 m. Hij nam eenmaal deel aan de Olympische Spelen, maar behaalde hierbij geen medailles.

## Biografie
In 2004 maakte Kilego deel uit van het Botswaans viertal voor de 4 x 400 m estafette op de  Olympische Spelen. Het Botswaanse team kwalificeerde zich voor de finale. In deze finale eindigden California Molefe, Johnson Kubisa, Gaolesiela Salang en Kilego op de achtste plaats.

## Titels
- Afrikaans kampioen 4 x 400 m - 2003

## Persoonlijk record
Outdoor
| Onderdeel | Prestatie | Datum         | Plaats   |
| --------- | --------- | ------------- | -------- |
| 400 m     | 47,40     | 19 maart 2004 | Kaapstad |

## Palmares

### 4 x 400 m
- 2003:  Afrikaanse Spelen – 3.02,24
- 2004: 8e OS – 3.02,49